# Valsemana
Valsemana es una localidad española, perteneciente al municipio de Cuadros, en la provincia de León y la comarca de Tierra de León, en la Comunidad Autónoma de Castilla y León. 
Situado sobre el arroyo del Valle de Valsemana, afluente del río Bernesga.
Los terrenos de Valsemana limitan con los de Olleros de Alba, Sorribos de Alba y Llanos de Alba al norte, La Robla, Cascantes de Alba y La Seca de Alba al noreste, Cabanillas al este, Cuadros y Campo y Santibáñez al sureste, Ferral del Bernesga al sur, Camposagrado, Rioseco de Tapia y Tapia de la Ribera al oeste, y Benllera, Carrocera y Santiago de las Villas al noroeste.
Perteneció al antiguo Concejo de Alba.

## Evolución demográfica
| 2000 | 2001 | 2002 | 2003 | 2004 | 2005 | 2006 | 2007 | 2008 | 2009 | 2010 | 2011 | 2012 | 2013 |
| 27   | 28   | 28   | 29   | 33   | 35   | 36   | 37   | 37   | 38   | 41   | 61   | 60   | 60   |